# Tortue à soc d'Afrique du Sud
Chersina angulata
Genre
Synonymes
- Goniochersus Lindholm, 1929
- Neotestudo Hewitt, 1931

Espèce
Synonymes
- Testudo angulata Schweigger, 1812
- Testudo bellii Gray, 1828
- Chersina angulata pallida Gray, 1831

Statut CITES
La Tortue à soc d'Afrique du Sud, Chersina angulata, unique représentant du genre Chersina, est une espèce de tortues de la famille des Testudinidae.

## Répartition
Cette espèce se rencontre en Afrique du Sud et en Namibie.

## Description

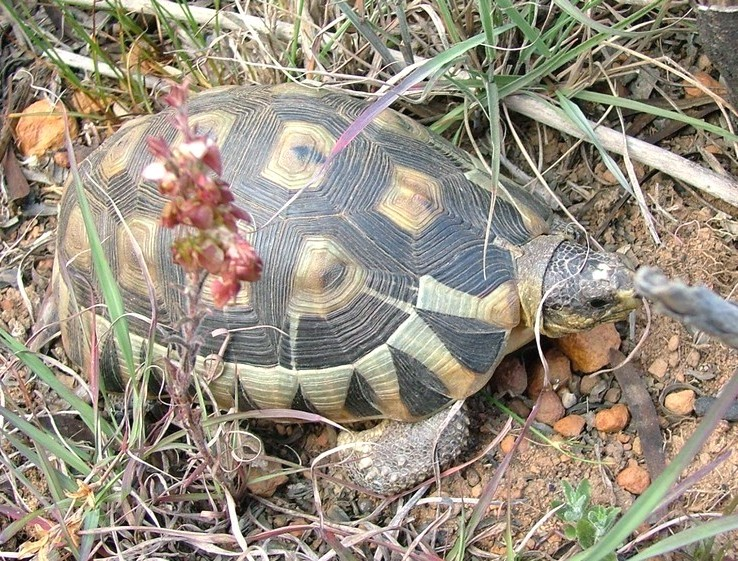
Chersina angulata

C'est une tortue terrestre.

## Publications originales
- Gray, 1831 "1830" : A synopsis of the species of Class Reptilia. The animal kingdom arranged in conformity with its organisation by the Baron Cuvier with additional descriptions of all the species hither named, and of many before noticed, V Whittaker, Treacher and Co., London, vol. 9, Supplement, p. 1-110 (texte intégral).
- Schweigger, 1812 : Prodromus monographiae Cheloniorum. Königsberger Archiv für Naturwissenschaftliche und Mathematik, vol. 1, p. 271–368 & 406–458.